# Planudes crenulipes
Planudes crenulipes är en insektsart som beskrevs av Rehn, J.A.G. 1904. Planudes crenulipes ingår i släktet Planudes och familjen Pseudophasmatidae. Inga underarter finns listade i Catalogue of Life.